# Nené Morales
Nené Morales (Ciudadela, Buenos Aires, Argentina; 16 de mayo de 1944) es una actriz, modelo y ex vedette argentina.

## Carrera
A mediados de la década del sesenta se inició como modelo publicitaria, al tiempo que comenzó a desempeñar pequeños papeles en teleteatros de Nené Cascallar, pero recién accedió a la popularidad a través del aviso publicitario de un vino, que hizo que se la conociera masivamente como La chica uvita.
Su ingreso en el cine se efectivizó al protagonizar Sobre todas estas estrellas, segundo cortometraje de Eliseo Subiela (1965) y seguidamente cumplimentó personajes de apoyo en: La buena vida (René Mugica, sin figurar en títulos) en 1966; ¿Quiere casarse conmigo?, dirigida por Enrique Carreras en 1967; El derecho a la felicidad (Carlos Rinaldi) en 1968; Con alma y vida (David José Kohon), El hombre del año (Kurt Land) en 1970; Muchacho que vas cantando (Carreras), La gran ruta (Fernando Ayala) en 1971; y  La colimba no es la guerra (Jorge Mobaied) de 1972.
Luego de integrar el elenco de Promesas, promesas de Neil Simon & Burt Bacharach, junto a Alberto Olmedo y Susana Brunetti en el Teatro Odeón, partió a Madrid, España. Comenzó trabajando como modelo, y después de estudiar canto con Rony Patterson (En Argentina ya lo había hecho con Carlos Capdevila) y baile con Ricardo Ferrante, se afianzó como una solvente intérprete de comedias musicales, alcanzando particular lucimiento en Godspell de John Michael Tebelak & Stephen Schwartz (Teatro Marquina) y Barnun de Michael Stewart, Mark Bramble & Cy Coleman, junto a Emilio Aragón (Teatro Monumental). Para este género participó además en Locos por la democracia de Antonio D. Olano (Teatros Alfil, de Madrid y Álvarez Quintero, de Sevilla, 1982) y Lo ves y no lo ves, espectáculo infantil de Carmen Posadas (1991/92). Como actriz de comedia se ha destacado en Batas blancas... no ofenden de Ray Cooney, con José Sazatornil (Teatro Alcalá Palace) y en tres piezas de Juan José Alonso Millán: El guardapolvo (Teatro Principal, Santiago de Compostela, 1990); Pasarse de la raya, con Pepe Rubio (donde cubrió el personaje de Candela, que el autor escribió especialmente para ella, 1991) y La idea fija (Teatro Muñoz Seca, 1993).
También se desempeñó como vedette en numerosas revistas entre las que se cuentan ¿Con quién me acuesto esta noche?, junto a Quique Camoiras (Teatro La Latina, 1978) y Locuras de verano (Teatro Apolo). Además protagonizó los shows musicales Ella y sus amigos y Magic Show, ambos con dirección de Ricardo Ferrante, y se ha presentado en importantes salas de toda España, tales como Pasapoga y Florida Park, de Madrid; Don Chufo, de Barcelona y Vips, de Palma de Mallorca. En 1975, Luis César Amadori, la contrató para ser una de las principales figuras de Aleluya Buenos Aires, representada en el Teatro Maipo, junto a José Marrone, Norma y Mimí Pons, Alberto Olmedo (en su debut en el género revisteril) y Violeta Montenegro.
Su labor en la televisión española registra títulos como Humor cinco estrellas, Un, dos, tres..., Sumarísimo y Reír es cosa seria y para el cine interpretó papeles de reparto en Lo verde empieza en los Pirineos (Vicente Escrivá), Un curita cañón (Luis María Delgado), La chica del Molino Rojo (Eugenio Martín); Polvo eres (Escrivá), entre otras.

## Filmografía
- 1992: La noche del ejecutor.
- 1987: Aves de rapiña.
- 1974: La revolución matrimonial
- 1974: Polvo eres.
- 1974: Un curita cañón.
- 1974: Onofre.
- 1974: Pena de muerte.
- 1973: La curiosa.
- 1973: Celos, amor y Mercado Común.
- 1973: Lo verde empieza en los Pirineos.
- 1973: La chica del Molino Rojo.
- 1972: La colimba no es la guerra.
- 1971: La gran ruta.
- 1971: Muchacho que vas cantando.
- 1970: Con alma y vida como Viky.
- 1970: El hombre del año.
- 1967: ¿Quiere casarse conmigo?.
- 1965: Sobre todas estas estrellas.

## Televisión
- Humor cinco estrellas
- Un, dos, tres... responda otra vez
- Sumarísimo
- Reír es cosa seria
- Verano de mi ciudad
- Musicalísimo Grand Hotel
- Revistas de revistas

## Teatro
- Promesas, promesas
- Godspell
- Barnun
- Locos por la democracia
- Lo ves y no lo ves
- Batas blancas... no ofenden
- El guardapolvo
- Pasarse de la raya
- La idea fija
- ¿Con quién me acuesto esta noche?
- Locuras de verano
- Ella y sus amigos
- Magic Show
- Aleluya Buenos Aires